# Fort Albert
Fort Albert war eine turmartige Befestigung unterhalb der Klippen westlich von Fort Victoria auf der Isle of Wight, England. Es war auch als Cliff End Fort, nach der Lage am Nordende der Colwell Bay (Cliff’s End), bekannt.

## Geschichte
Fort Albert wurde aus Furcht vor einer französischen Invasion unter Napoleon III. von der von Lord Palmerston berufenen Royal Commission on the Defence of the United Kingdom beschlossen. Wie andere der sogenannten Palmerston Forts wurde es auf einer künstlichen Insel erbaut.
Es diente zur Verteidigung der westlichen Zufahrt nach Portsmouth, speziell der Needles Passage. Als einer der letzten gebauten Befestigungstürme in England wurde es für 29 Kanonen in vier Ebenen geplant.
Vier Jahre nach dem Entwurf wurde es 1856 fertiggestellt, aber wie die zeitgenössischen größeren Forts der amerikanischen Seacoast Defense hätte es einem Beschuss aus den neuentwickelten gezogenen Kanonen nicht standgehalten. Daher wurden weitere Batterien auf dem höhergelegenen Kliff aufgebaut. Aber bereits 1858 machten die gepanzerten Schiffe das Fort unsinnig. 1886 wurden Brennan-Torpedos installiert, die die Wasserstraße bestreichen konnten. Nachdem auch diese Technik veraltet war, wurde sie 1906 abgebaut und nur noch kleine Kanonen in Stellung gebracht. Im Zweiten Weltkrieg wurde es nur als Beobachtungsposten und ab 1957 vom Militär nicht mehr genutzt.
Heute ist das Fort in Privatbesitz und wird für Wohnungen genutzt. Es besteht kein öffentlicher Zugang, auch nicht zum Kliff oberhalb.